# Winkrystyna
Winkrystyna – organiczny związek chemiczny, alkaloid barwinka różowego o działaniu cytostatycznym. Należy do leków z grupy cytostatyków fazowo–specyficznych (faza M). Jej działanie polega na wiązaniu się z tubuliną (białkiem tworzącym mikrotubule) i hamowaniu tworzenia się w komórce wrzeciona kariokinetycznego, a tym samym mitozy w stadium metafazy. Winkrystynę podaje się wyłącznie dożylnie. Wynaczynienie powoduje martwicę okolicznych tkanek.

## Zastosowanie
- leczenie indukujące ostrej białaczki limfoblastycznej
- przełom blastyczny w przewlekłej białaczce szpikowej
- ziarnica złośliwa i chłoniaki nieziarnicze
- drobnokomórkowy rak płuc
- guz Wilmsa
- szpiczak mnogi
- neuroblastoma
- mięsaki
- siatkówczak (retinoblastoma)

## Działania niepożądane
- neurotoksyczność
- skurcz oskrzeli
- zaparcia
- niedrożność porażenna jelit
- bóle szczęk
- uczucie mrowienia i drętwienia w okolicach kończyn
- zaburzenia widzenia
- łysienie